# Гамес, Хосе
Хосе́ Доло́рес Га́мес Гу́сман (исп. José Dolores Gámez Guzmán; 12 июля 1851 года, Гранада, Никарагуа — 18 июля 1918 года, Ривас, Никарагуа) — никарагуанский дипломат и государственный деятель, министр иностранных дел Никарагуа (1907—1911), историк.

## Биография
Родился в Гранаде в семье мелкого торговца и уроженки Сальвадора, потомок по прямой линии интеллектуала и бывшего президента Сальвадора Хуана Хосе Гусмана. Провел своё детство в условиях гражданской войны и вторжения Уильяма Уокера. Бакалавр философии. С 1867 по 1870 изучал право, окончил три курса университета (бакалавр права), но не смог окончить учёбу из-за домашних проблем. Его отец ушел из семьи, и Х. Гамес взял на себя поддержание семью, состоявшей из нескольких младших братьев и сестёр. Работал в клерком, наборщиком в типографии, телеграфистом.
В 1878 опубликовал новеллу «Amor y Constancia». Издавал газету El Termómetro в Ривасе, в которой пропагандировал идеи обновления общества и восстановления суверенитета страны, и в которой Рубен Дарио впервые опубликовал свою поэму Una lagrima в 1880 году. Издавал газету El 93, в которой писал архиепископ Манагуа Х. А. Лескано-и-Ортега.
В 1884 году в связи с предполагаемым заговором с целью захвата казарм Гранады, был арестован и помещён под домашний арест в группе нескольких человек из Националистической либеральной партии. Бежал, эмигрировал в Гватемалу. Принял участие в успешном восстании генерала Франсиско Менендеса в Сальвадоре. Вернулся в Гватемалу, где вновь выдвигал либеральные и националистические цели, работал в архивах и библиотеках, собрал материалы, с помощью которых позже написал свою «Историю Никарагуа», служившую источникам нескольким поколениям никарагуанцев.
После прихода к власти президента-либерала Хосе Сантоса Селая с 1893 по 1910 был членом парламента. 8 августа 1893 года был назначен министром общественного развития, занимался восстановлением железных дорог, организацией национальной почты и телеграфа, расширением сообщения по всей стране, организацией пароходного сообщения на озёрах и в прибрежных водах.
7 октября 1894 после долгих переговоров с президентом Гондураса Бонильей подписал договор о дружбе с Гондурасом как представитель президента Селайи, после чего правительство Гондураса не только приветствовало инициативы никарагуанской дипломатии по созданию союза центральноамериканских государств, но и предоставило ему возможность представительства обеих стран перед правительствами Сальвадора и Гватемалы. Договорённость о таком союзе была достигнута, но в последний момент не поддержана Коста-Рикой.
По завершении дипломатической миссии вернулся в министерство развития, занимался организацией строительства железнодорожной ветки от Чинандеги до Эль-Вьехо, и увеличением сообщения с Атлантическим побережьем по реке Сан-Хуан.
В 1889 году стал спикером парламента.
В 1904 назначен министром образования.
18 марта 1907 назначен министром иностранных дел.
Был владельцем асьенд Санта-Урсула и Ла-Асунсьонин в Чонталесе с тысячами голов крупного рогатого скота.
Внёс большой вклад в создание документальной библиографии в историческом архиве Республики Никарагуа. Стал первым никарагуанским исследователем, проводившим археологические исследования на территории страны.
Автор множества книг по истории и географии Центральной Америки.